# Саут Хачинсон (Канзас)
Саут Хачинсон (енгл. South Hutchinson) град је у америчкој савезној држави Канзас.

## Демографија
По попису из 2010. године број становника је 2.457, што је 82 (-3,2%) становника мање него 2000. године.
| Група             | 2000.         | 2010.         |
| Белци             | 2.338 (92,1%) | 2.184 (88,9%) |
| Афроамериканци    | 20 (0,8%)     | 26 (1,1%)     |
| Азијати           | 6 (0,2%)      | 15 (0,6%)     |
| Хиспаноамериканци | 135 (5,3%)    | 162 (6,6%)    |
| Укупно            | 2.539         | 2.457         |